# Kanton Condé-en-Brie
Condé-en-Brie is een voormalig kanton van het Franse departement Aisne. Het kanton maakte deel uit van het arrondissement Château-Thierry. Het kanton is op 22 maart 2015 opgeheven in uitvoering van het decreet van 21 februari 2014. De gemeenten werden opgenomen in het toen gevormde kanton Essômes-sur-Marne.

## Gemeenten
Het kanton Condé-en-Brie omvatte de volgende gemeenten:
- Artonges
- Barzy-sur-Marne
- Baulne-en-Brie
- Celles-lès-Condé
- La Celle-sous-Montmirail
- La Chapelle-Monthodon
- Chartèves
- Condé-en-Brie (hoofdplaats)
- Connigis
- Courboin
- Courtemont-Varennes
- Crézancy
- Fontenelle-en-Brie
- Jaulgonne
- Marchais-en-Brie
- Mézy-Moulins
- Monthurel
- Montigny-lès-Condé
- Montlevon
- Pargny-la-Dhuys
- Passy-sur-Marne
- Reuilly-Sauvigny
- Rozoy-Bellevalle
- Saint-Agnan
- Saint-Eugène
- Trélou-sur-Marne
- Viffort